# 木内亮
木内 亮（きうち りょう、1975年5月16日 - ）は、サンテレビジョンの社員で、元・同局および石川テレビアナウンサー。

## 来歴・人物
大阪府岸和田市の出身 で、血液型はA型。同志社大学への在学中に、生田教室でアナウンス技術の研鑽を積んでいた。
大学卒業後の1998年4月1日付で、アナウンサーとして石川テレビへ入社。在職中に石川県内出身の女性と結婚した が、学生時代から高校野球中継の実況を志していたこと などを背景に、阪神甲子園球場が放送対象地域（兵庫県西宮市）内にある独立局のサンテレビジョンへ2003年4月1日付で移籍した。ちなみに、自身の1年後（2004年4月1日）に青森テレビからアナウンサーとして移籍した小浜英博も1975年生まれだが、自身の7日前（5月9日）に誕生している。
キャンプ やスポーツ（ゴルフ・スノーボード・マラソン など）が趣味 で、サンテレビへの移籍後は、主にスポーツアナウンサーとして活動。阪神タイガースとの縁が深く、日本プロ野球（NPB）のシーズン中は『サンテレビボックス席』の中継で実況・ベンチリポート・インタビューを担当したほか、オフシーズンには2012年度から2019年度まで『熱血!タイガース党』へレギュラーで出演していた（放送上の肩書は「党首代行」→「党首補佐」）。
『熱血!タイガース党』への出演期間中には、「木内の必殺抜きうちショット!」という冠取材コーナーを担当。ENGカメラを自ら（外国人選手を含む）阪神球団の関係者や阪神ファンへ向けながらインタビューを重ねたほか、スタジオでのタイトルコールの直後に「抜きうちの“きうち”は、（自身の苗字である）木内に掛かっています」というフレーズを必ず述べていたことから、主な視聴者である阪神のファンにとどまらず、現役の選手や首脳陣からも広く認知されていた。
2020年の4月改編（3月30日）からは、スポーツアナウンサーとしての活動を続けながら、『情報スタジアム 4時!キャッチ』の月・金曜日でMCを務めていた。MCへの就任を機に『熱血!タイガース党』を降板したが、「がっちり!トラキャッチ」（毎週月曜日に放送される阪神情報コーナー）では、「木内の必殺抜きうちキャッチ!」（「木内の必殺抜きうちショット!」の後継企画）を不定期で担当。「抜きうちと木内は掛かっています」という口上も引き継いでいた。
「木内の必殺抜きうちキャッチ!」は『4時!キャッチ』と共に2021年3月で終了したが、同番組が『NEWS×情報 キャッチ+』（平日17時台の報道・情報番組）へ移行した2021年4月1日からは、『キャッチ+』月 - 水曜日の前半（地域情報パート）でMCを担当。その一方で、1週間後（8日）の阪神対読売ジャイアンツ（巨人）ナイトゲーム中継（阪神甲子園球場）での実況を最後に、『サンテレビボックス席』の担当を退いた。阪神の2021年レギュラーシーズン開幕直後に勇退したのは、サンテレビのアナウンス室から（『キャッチ+』の前半を制作する）社会情報部へ異動すると同時に、社会情報部の管理職へ昇進したことによる。ただし実際には、勇退の翌日（4月9日）以降も、「サンテレビアナウンサー」という肩書で『キャッチ+』への出演を続けていた。
2023年4月1日付で、サンテレビの社会情報部から事業部へ異動。異動を機に、『キャッチ+』のMCを含むアナウンス業務から離脱したうえで、「おっ!サンの店」（サンテレビの公式グッズを販売する期間限定営業のポップアップストア）の店長などを務めている。
座右の銘は「七転び八起き」 で、ライブに何度も足を運ぶほどの長渕剛ファン。家庭では、二児（一男一女）の父親でもある。

## 出演番組

### 過去

#### 石川テレビのアナウンサー時代
- 夕やけワイド まちかど元気王

#### サンテレビのアナウンサー時代
- サンテレビニュース（不定期）
- サンテレビボックス席
阪神戦中継を中心に、実況・ベンチリポート・インタビューを担当。『4時!キャッチ』の月・金曜日のMCに就任した2020年度には、担当を基本として火 - 木曜日のホームゲーム中継に限定していた。ただし、『4時!キャッチ』を放送しない土・日曜日や、同番組の休止が最初から決まっている祝日（主に月曜日）のビジターゲーム中継へ出演することがあった。
石川テレビへの在籍中には野球中継での実況を経験していなかったため、サンテレビへの移籍後は、2006年の途中までベンチリポーターとインタビュアーに専念。阪神戦では、同年9月28日の対横浜ベイスターズ戦中継（甲子園、解説：福本豊・伊藤文隆）で実況デビューを果たした[16]。「最初で最後」という対巨人戦での実況を最後に、出演を終了[10]。
2020年には、中継の公式グッズを紹介するスポットCMにも、後輩のスポーツアナウンサー・橋本航介とのコンビで出演。身振り手振りを交えながら、「スプリング・レディ・バード」（中継のテーマソング）をアカペラで熱唱していた。
2022年7月22日（金曜日）の『キャッチ+』本番後に放送された阪神対横浜DeNAベイスターズ戦（甲子園）中継に、勝利監督（阪神の矢野燿大）へのインタビュアーとして1年3ヶ月振りに出演。翌23日以降も、実況・リポート担当のアナウンサーが何らかの事情で不足した場合には、甲子園球場からの阪神ナイトゲーム中継に限って勝利監督への共同インタビューを随時担当していた。
- 熱血!!タイガース党
2012年度のみ「党首代行」、2013 - 2019年度に「党首補佐」という肩書でレギュラー出演。「木内の必殺抜きうちショット!」を放送した週には、前述した取材方式を踏まえて、エンディングに流れるスタッフロールに「ENG  木内亮」と記載されていた。
- 金曜いただきッ![17]
2005年6月から最終回（2009年3月27日）まで放送されていた「GET GOAL VISSEL」というコーナーで、VISSEL（地元Jリーグクラブのヴィッセル神戸）を定期的に取材[18]。
- レッツゴータイガースゴルフ（阪神球団の関係者が参加するゴルフコンペの模様を収録した新春特別番組）
- ニュースEyeランド[17]
- ニュース・シグナル[17]
- 神戸空港開港記念特別番組（2006年2月16日）
石川テレビ時代を通じても初めて、生放送番組の司会を担当[16]。
- 第61回国民体育大会（のじぎく兵庫国体）ダイジェスト（2006年9月30日 - 10月11日）
地元局・サンテレビの代表（国体担当）として、開催期間中に毎日、取材やリポートを任されていた[19]。
- 岸和田だんじり祭ダイジェスト
出身地でサンテレビの放送対象外（実際には直接受信・ケーブルテレビ経由で視聴が可能な）地域の岸和田市で開催されるにもかかわらず、同局でダイジェスト番組を制作・放送していたことからリポートを担当。中学1年生の頃までは、地元の町のだんじりを引いていたという[2]。
- 週末ココいこっ!おっ!サンなび（MC代理として不定期で出演）[20]
- GO!GO!ヴィッセル神戸（ラジオ関西）
前述した「GET GOAL VISSEL」の担当期間を中心に、数回にわたって電話やスタジオへ出演[21]。
- カルチャーSHOwQ〜21世紀テレビ検定〜（サンテレビでは2008年8月25日に放送）
東名阪ネット6（サンテレビなどの独立6局による共同制作）の番組であった関係で、サンテレビを代表して、「焼肉」に関するクイズの解答者として出演[22]。
- 神戸マラソン中継
2011年 - 2013年にはランニングリポーター[23]、2015年・2017年[24] にはサンテレビ代表のランナーとしてフルマラソンの部に参加。
- 全国高等学校野球選手権兵庫大会中継（一部の試合で実況を担当）
- 全国高校ラグビー（サンテレビが制作する兵庫県大会決勝戦中継で2012年から実況）[25]
- 情報スタジアム 4時!キャッチ（月・金曜日MC、2020年3月30日 - 2021年3月19日）
2018年4月の番組開始当初から、ニュースキャスターとして金曜日（2019年12月18日から2020年3月27日まで水・金曜日）に出演。月・金曜日MCへの就任後は、「4時キャッチ!宣伝隊長 木内がやります!」というエンディングコーナーも担当している関係で、スタジオ出演やスポーツアナウンサーとしての活動の合間を縫って（放送対象地域である）兵庫県内の自治体をロケや生中継で訪れていた。
開始当初から月 - 木曜日のMCを務めていた弘松優衣（オフィスキイワード所属のフリーアナウンサー、木内のMC就任を機に火・木曜担当へ異動）も石川テレビの元・アナウンサーで、同志社大学（木内と同じ大学）を経て、木内のサンテレビ移籍後（2013年4月1日 - 2018年3月31日）に勤務していた。

以下のプロ野球中継には、サンテレビが阪神のホームゲーム中継を制作する場合にのみ出演。
- スカイAスタジアム
- GAORAプロ野球中継

#### サンテレビ社会情報部のキャスター時代
- NEWS×情報 キャッチ+「情報+」（地域情報パート）MC（2021年4月1日 - 2023年3月24日、他曜日でも中継リポートを随時担当）
2021年度は月 - 水曜日のみ、2022年度には金曜日にも担当。2022年4月5日から7月17日までサンテレビで放送されていた『自然とキャンプ』（火曜日の「情報+」内で2021年度に編成されていた同名のロケ企画からの派生番組）にも出演していた。
実際には、2023年3月29日（水曜日）にサンテレビの公式YouTubeチャンネルで実施された「『キャッチ+』特別配信」への出演をもって、「サンテレビアナウンサー」としての活動を終了した[26]。